# Lijst van rijksmonumenten in Oud Avereest
De plaats Oud Avereest telt 11 inschrijvingen in het rijksmonumentenregister. Hieronder een overzicht.
| Object | Oorspronkelijke functie? | Bouwjaar                              | Architect | Locatie         | Coördinaten?                  | Nr.? | Afbeelding        |
| --- | ------------------------ | ------------------------------------- | --------- | --------------- | ----------------------------- | ---- | ----------------- |
| Boerderij Karsies, van het langdeeltype onder afgewolfd schilddak, het woongedeelte onder pannen het bedrijfsgedeelte onder riet | Boerderij                | laatste helft 19e eeuw                |           | Groot Oever 6   | 52° 38' 60" NB, 6° 20' 35" OL | 8444 | Meer afbeeldingen |
| Boerderijcomplex Erve Groot Oever, bestaande uit dwars voorgebouwd woonhuis onder rietgedekt schilddak en haaks daarop aangebouwd bedrijfsgedeelte onder aan achterzijde afgewolfd rietgedekt zadeldak met uilebord | Boerderij                | 1835 (jaartalsteentje bij achterdeur) |           | Groot Oever 10  | 52° 39' 5" NB, 6° 20' 10" OL  | 8445 | Meer afbeeldingen |
| Ten Kate | Boerderij                |                                       |           | Den Huizen 4    | 52° 36' 45" NB, 6° 22' 50" OL | 8446 | Meer afbeeldingen |
| Forse boerderij Steenbergen onder rieten schilddak; in de voorgevel schuifvensters met roedenverdeling. Schuurtje van hout onder rieten schilddak | Boerderij                | 19e eeuw                              |           | Den Huizen 5    | 52° 36' 45" NB, 6° 22' 53" OL | 8447 | Meer afbeeldingen |
| Boerderij Erve Huisingen, onder met pannen en riet gedekte afgewolfd zadeldak. Zesruitsschuifvensters in de gedeeltelijk vernieuwde voorgevel. Dwars op het achterste gedeelte van de linkerzijgevel een langgerekte houten schuur onder rieten schilddak. Bakkeet en schuur onder rieten afgewolfd zadeldak links evenwijdig met de boerderij | Boerderij                | 19e eeuw                              |           | Den Huizen 6    | 52° 36' 43" NB, 6° 22' 54" OL | 8448 | Meer afbeeldingen |
| Erve Den Kaat | Boerderij                | 1805 / 1812                           |           | Den Kaat 2      | 52° 36' 54" NB, 6° 23' 53" OL | 8449 | Meer afbeeldingen |
| Gaaf vroeg-19e-eeuws boerderijcomplex, bestaande uit dubbele woning onder rietgedekt schilddak en haaks daarop staand bedrijfsgedeelte onder aan achterzijde afgewolfd rietgedekt zadeldak met uilebord | Boerderij                | 1806                                  |           | Lutten Oever 6  | 52° 38' 33" NB, 6° 21' 13" OL | 8450 | Meer afbeeldingen |
| Gedeeltelijk vernieuwde hervormde pastorie onder afgewolfd rieten zadeldak. Zesruitsschuifvensters | Woonhuis                 | eerste helft 19e eeuw                 |           | Oud Avereest 3  | 52° 37' 9" NB, 6° 22' 20" OL  | 8456 | Upload foto       |
| Boerderij Smit onder met riet en pannen gedekt afgewolfd zadeldak; het woongedeelte heeft een ingezwenkte lijstgevel en zesruitsschuifvensters; dwars op de rechter zijgevel een houten schuur onder rieten schilddak | Boerderij                | 19e eeuw                              |           | Oud Avereest 20 | 52° 37' 9" NB, 6° 22' 17" OL  | 8457 | Upload foto       |
| Hervormde kerk | Kerk en kerkonderdeel    | 1852                                  |           | Oud Avereest 5  | 52° 37' 11" NB, 6° 22' 19" OL | 8458 | Meer afbeeldingen |
| Boerderij De Wheem, onder afgewolfd rieten zadeldak; het woongedeelte heeft schuifvensters met roedenverdeling; bakkeet | Boerderij                | 19e eeuw                              |           | Oud Avereest 22 | 52° 37' 11" NB, 6° 22' 16" OL | 8459 | Upload foto       |